# Латинська патрологія (серія)

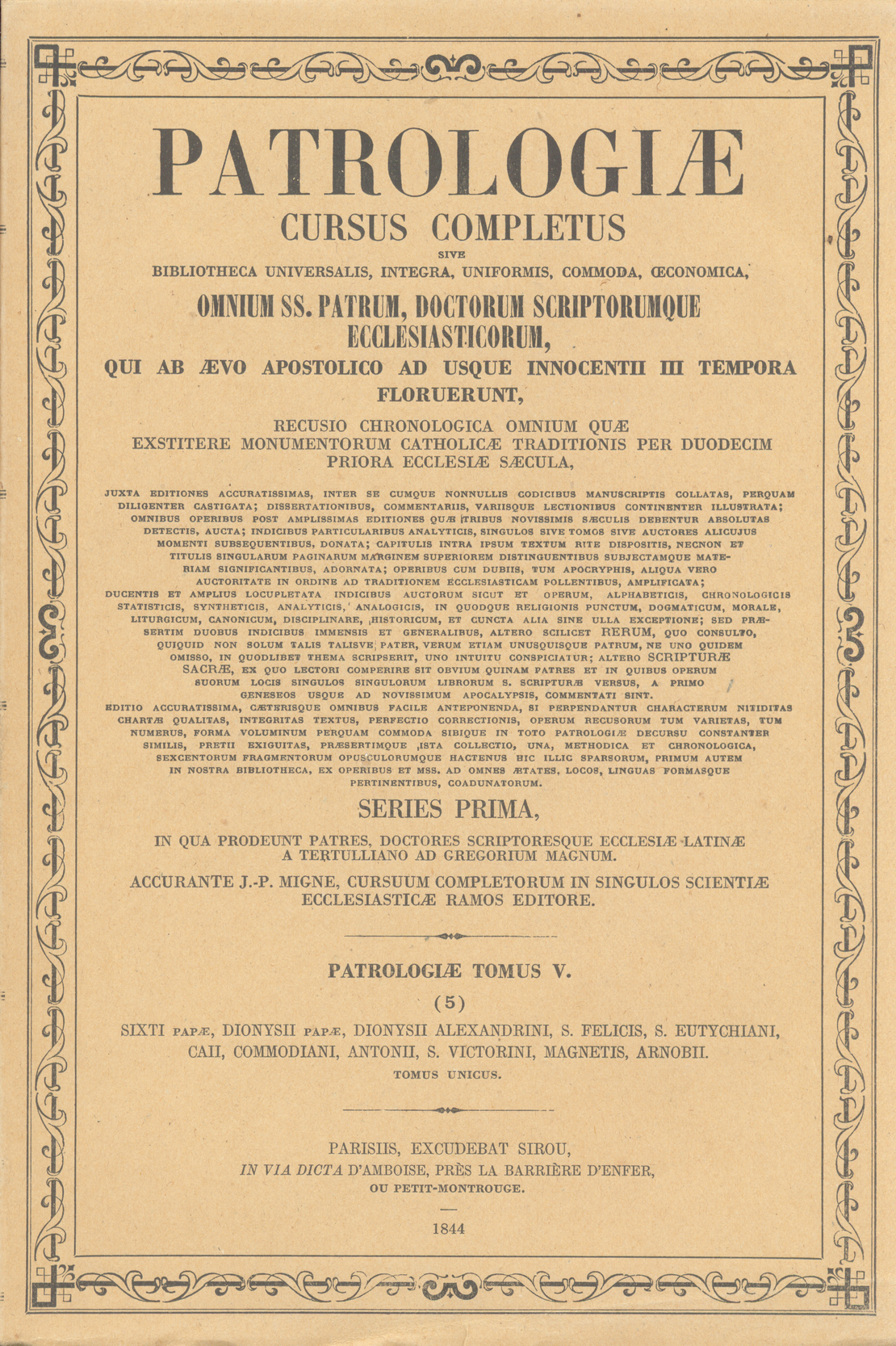
Титульна сторінка 5 тому «Латинської патрології» (1844)

«Лати́нська патроло́гія» (лат. Patrologia Latina, PL) — велика книжкова серія повних зібрань праць латиномовних Отців Церкви та інших церковних письменників. Була опублікована Жаком-Полем Мінем у 1844–1855, покажчики були видані у 1862–1865 роках. Складається з 221-го тому. Входить до монументального проекту Міня з видання всіх Отців Церкви «Повного курсу патрології» (Patrologiae Cursus Completus), поряд з «Грецькою патрологією» (Patrologia Graeca, PG), а також «Східною патрологією» (Patrologia Orientalis, PO), що була видана послідовниками абата вже після його смерті.
Хоча серія є передруком старих видань, які часто містили помилки, і не відповідає сучасним науковим стандартам, але завдяки своїй доступності (вона є у більшості академічних бібліотек) і тому, що містить багато текстів, які досі не мають сучасних критичних видань, вона донині широко використовується науковцями. У науковому обігу при посиланнях серія позначається PL, потім вказується том і колонка видання.

## Історія видання
Видання "Латинської патрології" було розпочато у 1844 році. Ця серія започаткувала грандіозний проект Міня з видання "Повного курсу патрологій" (Patrologiae Cursus Completus).
У 1868 році пожежа у Католицькій типографії Ж.-П. Міня знищила набрані для друку макети, що завдало величезного удару по праці абата. І хоча видавничий дім "Гарньє" (Garnier) надав допомогу, завдяки чому вдалось відновити втрачені та набирати нові видання, все ж це значно уповільнило роботу Міня і не дало йому втілити задум до кінця (видати ще й "Східну патрологію").

## Особливості видання
"Латинська патрологія" охоплює більш як тисячолітній період латинської церковної писемності. У 217 томах (і ще чотирьох томах покажчиків) опубліковані праці від Тертуліана до Папи Інокентія ІІІ. Томи 1-73, від Тертуліана до Григорія Турського, (від 1844 до 1849), а томи 74-217, від Папи Григорія І до Інокентія ІІІ, (від 1849 до 1855). Таким чином серія завершується у 1216 році смертю Інокентія ІІІ. Така хронологія відображала думку Міня про те, що латинський Святий переказ закінчився у 13 столітті. Хоч, за іншими відомостями, Мінь спершу планував включити у серію всі тексти до початку Реформації, але це виявилось занадто громіздким завданням.
Після пожежі у 1868 році, яка знищила набори томів, відновлені книги, що почали публікуватися у 1880-х роках не завжди відповідали оригінальній серії як за якістю, так і за розміщенням текстів. Це потрібно враховувати при посиланні просто на PL.

## Список томів
Як і в "Грецькій патрології", автори розміщені у хронологічній послідовності (хоч є кілька винятків), охоплюючи період від найдавніших християнських авторів до 1216 року.
PL 1-2: Тертуліан
PL 3-5: Мінуцій Фелікс, Діонісій Александрійський, Корнелій, Новаціан, Стефан I, Кипріян Карфагенський, Арнобій Афр, Діонісій Александрійський, Комодіан Газький
PL 6-7: Лактанцій
PL 8: Костянтин I, Вікторін Петавійський
PL 9-10: Іларій Потійський
PL 11: Ксенон Веронський, Оптат Меліветанський
PL 12: Євсевій Верцельский, Фірміцій Мілевітанський
PL 13: Дамасій I, Паціан, Люцифер Каларітанус
PL 14-17: Амвросій Медіоланський
PL 18: Ульфіла Готський, Сіммах, Мартин Туронський, Тіхоній
PL 19: Ювенцій, Целій Седулій, Оптацій, Сіверій Ритор, Фальтонія Проба
PL 20: Сульпіцій Север, Павлін Медіоланський, Фавст Маніхейський, Інокентій I
PL 21: Руфін Аквілейський, Пелагій єресіарх
PL 22-30: блаженний Єронім
PL 31: Флавій Луцій Декстер, Павел Орозій
PL 32-47: блаженний Августин
PL 48: Марій Купець
PL 49-50: Йоан Кассіан
PL 51: Проспер Аквітанський
PL 52: Петро Хризолог
PL 53: Мамерт Клавдіан, Сальван Масселін, Арнобій Молодший, Святий Патрик
PL 54-56: Лев I
PL 57: Максим Туринський
PL 58: папа Гіларій, папа Сімпліцій, папа Фелікс III
PL 59: Геласій I, Авіт Вієнський, Фаустин
PL 60: Аврелій Пруденцій, Драконцій
PL 61: Павлін Нолан, Оріент, Ауспіцій Туленський
PL 62: Пасхасій диякон, святий Сіммах, Петро диякон, Вігілій Тапсенсій, Лев Великий, Халкидонський Собор, Афанасій, Рустік Гелпідій, Егіпій Африкан
PL 63: Боецій, Еннодій Фелікс, Тріфолій пресвітер, Гормізд, Елпій
PL 64: Боецій
PL 65: Фульгенцій Руспійський, Фелікс IV, Боніфацій II
PL 66: Похвала монаршим західним отцям, Святий Бенедикт
PL 67: Діонісій Ексігуус, Вівентіол Лугдунський, Троян Сантонський, Понтіан Африканський, Цезар Арелатенський, Фульгенцій Ферранд
PL 68: Прімасій Адруметан, Аратор, Нікетій Тревіренсій, Авреліан Арелатенський
PL 69-70: Кассіодор
PL 71: Григорій Турський
PL 72: Пелагій II, Йоан II, Бенедикт I
PL 73-74: Житія Отців
PL 75-79: Григорій I
PL 80: автори 6-7 століть (Августин Кентерберійський, Колумбан та інші)
PL 81-84: Ісидор Гіспальський
PL 85-86: Мозарабська літургія
PL 87: автори 7 століття
PL 88: Венанцій Фортунат, Крісконій Африкан
PL 89: Сергій I, Іван VI, Фелікс Равеннський, Боніфацій Могунтський
PL 90-95: Беда
PL 96: Гільдефонцій Толетан, Юліан Толетан, Лев II
PL 97-98: Карл Великий, Людовік I, Лотарій, Рудольф I
PL 99: Павлін Аквілейський, Теодор Кантуарський
PL 100-101: Алкуїн
PL 102: Смарагд С. Михаїл
PL 103: Седулій Скот; перекладні твори авторів 4 століття
PL 104: Агобард Ліонський; Григорій IV (папа Римський); Ейнгард; Клавдій Туринський; Людовик I Благочестивий
PL 105: «Книга римських понтифіків» (7—8 століття); Теодульф Орлеанський; Ейгіль Фульдський; Берновін Клермон-Ферранський; Дунгал; Адальгард (абат Корвейський); Ермольд Нігел; Євгеній II (папа Римський); Галітґарій (єпископ Камбре); Фредегіз (абат); Єремія (архієпископ Санський); Ансегій (абат Фонтенеля); Гайміній з монастиря св. Фаста в Аррасі; Гільдерік (абат Касинський); Гетто (Агіто) Базельский; Єссей (єпископ Амьєнський); Алдрік (архієпископ Санський); Симфосій Амаларій
PL 106: Гільдуїн (абат Сен-Дені); Максенцій (патріарх Аквілейскій); Кандід Фульдський; Дуода; Іона (єпископ Орлеанський); Гільдемар; Ламберт Потьєрський; Теган (хорєпископ Трірський); Аґнел (Андрій) Равеннський ; Григорій IV (папа Римський); Фротарій (єпископ Тульський); Ельдефонс (єпископ Севільський); Йосиф (священник); Сергій II (папа Римський); Фрекульф з Лізьє; Колумбан (абат Сен-Трона); Християн Друтмар; Авреліан Рекомський
PL 107—112: Рабан Мавр, в т.110 також лист Лотаря I до Рабана Мавра
PL 113—114: Валафрід Страбон з Фульди
PL 115: Гетті (Агіто) Базельський; Аудрад (хорєпископ Санський); анонімні «Діяння Алдріка, єпископа Ле-Мана»; Анґелом з Лізьє; Лев IV (папа Римський); Бенедикт III (папа Римський); Євлогій (єпископ Толедський); Аймоній Сен-Жерменський; Спераіндео (абат); Пруденцій (єпископ Труа)
PL 116: Еббон (єпископ Реймський); Ерманрік з Райгенау; Ергамберт (єпископ Фрайзінґський); Нітгард, абат Сен-Рік’є; Амуль (єпископ Ліонський); Гаймон Гальберштадтський
PL 117: Гаймон Гальберштадтський
PL 118: Гаймон Гальберштадтський; Ансґар (єпископ Гамбурзький); Григорій IV (папа Римський)
PL 119: Флор Ліонський; Серватій Луп з Фер'єра; акти собору 844 року; Родульф (єпископ Буржський); Вальтерій (єпископ Орлеану); Ротад II (єпископ Суасонський); Миколай I (папа Римський)
PL 120: Пасхазій Радберт; Енґельмод (єпископ Суасонський)
PL 121: Ратрамн Корвейський; Ґотшальк з Орбе; король Лотар I; Гунтарій (єпископ Кельнський); Теудоїн Шалонський; Альваро Кордовський; Леувіґільд Кордовський; Кипріан Кордовський; Бернард, французький монах; Вандальберт Прюмський; Еней Паризький; Ґерард (архієпископ Турський); Ісо Санкт-Галенський; Ґрімальд (абат Санкт-Галенський); Мілон, чернець св. Аманда; Ремігій Ліонський; Вулфад (єпископ Буржський); Адвенцій (єпископ Мецський)
PL 122: Йоан Скотт Еріугена; Адріан II (папа Римський)
PL 123: Адон В’єнський; Узуард, чернець Сен-Жерменський
PL 124: Карл II Лисий; Адревальд (монах Флері); Гінкмар (єпископ Лаонський); Ісак (єпископ Ланґрський); Одо (єпископ Бове); Гейрік Осерський
PL 125: Гінкмар (архієпископ Реймський)
126 Hincmarus Rhemensis
127–129 Анастасій Бібліотекар
130 Isidorus Mercator
131 Remigius Antissiodorensis, Notkerus Balbulus
132 Regino Prumiensis, Hucbaldus S. Amandi
133 Odo Cluniacensis
134 Atto Vercellensis
135 Flodoardus Remensis, Іоанн XIII
136 Ratherius Veronensis, Liutprandus Cremonensis
137 Hrothsuita Gandersheimensis, Widukindus Corbeiensis, Dunstanus Cantuariensis, Адсо з Монтьє-ен-Дер, Joannes S. Arnulfi Metensis
138 Richerus S. Remigii
139 Сильвестр II, Aimoinus Floriacensis, Abbo Floriacensis, Тітмар Мерзебурзький
140 Burchardus Wormaciensis, Генріх II Святий , Adelboldus Trajectensis, Thangmarus Hildesheimensis
141 Fulbertus Carnotensis, Гвідо д'Ареццо, Іоанн XIX
142 Bruno Herbipolensis, Odilo Cluniacensis, Berno Augiae Divitis
143 Hermannus Contractus, Humbertus Silvae Candidae, Лев IX
144–145 Petrus Damianus
146 Othlonus S. Emmerammi, Адам Бременський, Gundecharus Eichstetensis, Lambertus Hersfeldensis, Petrus Malleacensis
147 Joannes Abrincensis, Bertholdus Constantiensis, Bruno Magdeburgensis, Marianus Scottus, Landulfus Mediolanensis, Alphanus Salernitanus
148 Григорій VII
149 Віктор III, Anselmus Lucensis, Willelmus Calculus
150 Lanfrancus Cantuariensis, Herluinus Beccensis, Willelmus Beccensis Abbas, Boso Beccensis Abbas, Theobaldus Beccensis Abbas, Letardus Beccensis Abbas, Augustinus Cantuariensis Episcopus, Bonizio Sutrensis Placentinus Episcopus, Guillelmus Metensis Abbas, Wilhelmus Hirsaugensis Abbas, Herimannus Metensis Episcopus, Theodoricus S Audoeni Monachus, Guido Farfensis Abbas, Aribo Scholasticus, Henricus Pomposianus Clericus, Robertus De Tumbalena Abbas, Gerardus Cameracensis Episcopus II, Reynaldus Remensis Archiepiscopus I, Joannes Cotto, Fulco Corbeiensis Abbas, Gillebertus Elnonensis Monachus, Willelmus Clusiensis Monachus, Durandus Claromontanus Episcopus, Hemmingus Wigorniensis Monachus, Radbodus Tornacensis Episcopus, Agano Augustodunensis Episcopus, Oldaricus Praepositus, Bernardus Lutevensis Episcopus, Fulcoius Meldensis Subdiaconus, Constantinus Africanus Casinensis, Deusdedit Cardinalis, Willelmus Pictavensis Archidiaconus, Joannes De Garlandia, Rufinus Episcopus
151 Урбан II
152–153 Bruno Carthusianorum
154 Hugo Flaviniacensis, Ekkehardus Uraugiensis, Wolphelmus Brunwillerensis
155 Готфрід Бульйонський, Radulfus Ardens, Lupus Protospatarius
156 Guibertus S. Mariae de Novigento
157 Goffridus Vindocinensis, Thiofridus Efternacensis, Petrus Alphonsus
158–159 Ансельм Кентерберійський
160 Sigebertus Gemblacensis
161 Ivo Carnotensis
162 Ivo Carnotensis, Petrus Chrysolanus, Anselmus Laudunensis
163 Пасхалій II, Геласій II, Калікст II
164–165 Bruno Astensis
166 Baldricus Dolensis, Гонорій II, Cosmas Pragensis
167–170 Rupertus Tuitensis
171 Hildebertus Turonensis, Marbodus Redonensis
172 Honorius Augustodunensis
173 Leo Marsicanus, Petrus diaconus, Rodulfus S. Trudonis
174 Godefridus Admontensis
175–177 Hugo de S. Victore
178 П'єр Абеляр
179 Willelmus Malmesburiensis
180 Євгеній III, Guillelmus S. Theodorici
181 Herveus Burgidolensis
182–185 Бернард Клервоський
186 Sugerius S. Dionysii, Robertus Pullus, Zacharias Chrysopolitanus
187 Gratianus
188 Ordericus Vitalis, Анастасій IV, Адріан IV
189 Petrus Venerabilis
190 Святий Томас Бекет, Herbertus de Boseham, Gilbertus Foliot
191–192 Петро Ломбардський
193 Garnerius S. Victoris, Gerhohus Reicherspergensis
194 Gerhohus Reicherspergensis, Hugo Pictavinus, Isaac de Stella, Alcherus Claraevallensis
195 Aelredus Rievallensis, Wolbero S. Pantaleonis, Elisabeth Schonaugiensis
196 Richardus S. Victoris
197 Хільдегарда Бінгенська
198 Adamus Scotus, Petrus Comestor, Godefridus Viterbiensis
199 Joannes Saresberiensis
200 Олександр III
201 Arnulfus Lexoviensis, Вільгельм Тірський
202 Petrus Cellensis, Урбан III, Григорій VIII, Hugo Eterianus, Gilbertus Foliot
203 Philippus de Harveng
204 Reinerus S. Laurentii Leodiensis, Климент III
205 Petrus Cantor
206 Целестин III, Thomas Cisterciensis, Joannes Algrinus
207 Petrus Blesensis
208 Martinus Legionensis
209 Martinus Legionensis, Wilhelmus Daniae, Gualterus de Castellione
210 Alanus de Insulis
211 Stephanus Tornacensis, Petrus Pictaviensis, Adamus Perseniae
212 Helinandus Frigidi Montis, Guntherus Cisterciensis, Odo de Soliaco
213 Sicardus Cremonensis, Petrus Sarnensis
214–217: Інокентій III
218–221: Покажчики

### Сайти
- (англ.) Complete catalog of downloadable PDFs [Архівовано 2 березня 2018 у Wayback Machine.]